# Compagnie générale de navigation sur le lac Léman

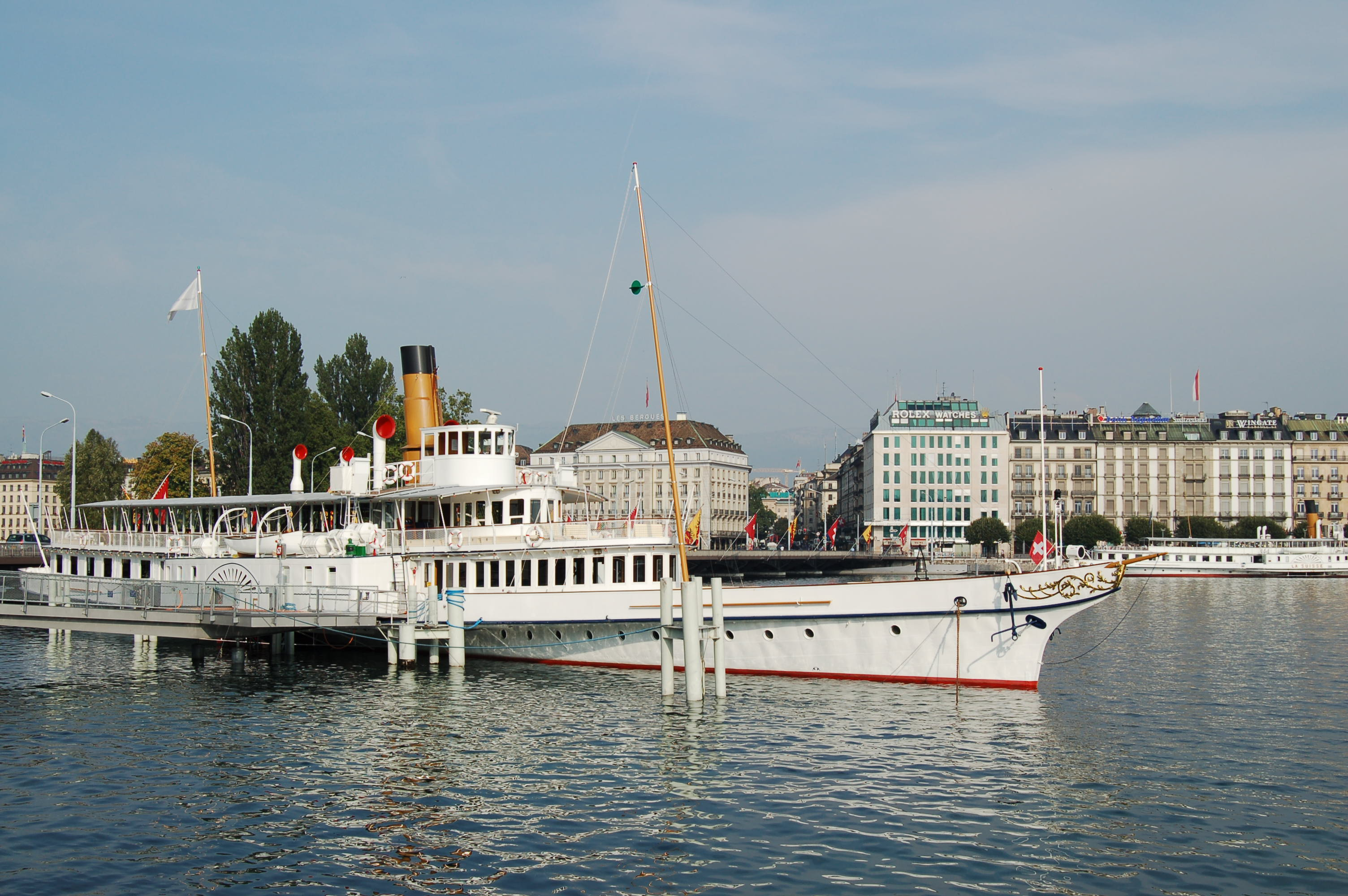
Одно из судов CGN в Женеве

Compagnie générale de navigation sur le Lac Léman (произносится как «компани женераль де навигасьон сюр ле лак леман», переводится как Общая компания по навигации по Женевскому озеру, сокращённо CGN) — швейцарское пароходство, осуществляющее пассажирские перевозки по Женевскому озеру. Суда CGN обслуживают практически все города, расположенные на берегах Женевского озера, в частности Женеву, Монтрё, Лозанну и Эвиан (Франция).
Согласно официальному сайту, компания выполняет три функции:
- Функция общественного транспорта
- Туристическая функция
- Историческая функция

На некоторых маршрутах (например Лозанна-Эвиан) суда CGN работают как общественный транспорт (фактически они выполняют роль парома, пересекающего озеро). На большинстве других маршрутов путешествие на судне занимает большее время, чем на других видах транспорта (поезд, автобус), поэтому здесь суда CGN перевозят в основном туристов.
В состав флота CGN входят восемь старинных судов, построенных в начале XX века. Они являются действующими памятниками истории техники.

## CGN как компания
CGN является акционерным обществом. Общее количество акций — более семи тысяч. Часть из них принадлежит частным лицам, часть — федеральному правительству Швейцарии, правительствам граничащих с озером кантонов и коммун. Таким образом деятельность компании подконтрольна органам власти.
CGN субсидируется кантональными правительствами, которые оплачивают большую часть расходов на реставрацию и техническое обслуживание исторических судов.

## История
Первым пароходом на Женевском озере (и в Швейцарии вообще) был «Вильгельм Телль» (Guillaume Tell), начавший ходить по озеру в 1823 году. В 1873 году три пароходства, работавших на Женевском озере, были объединены в одно. В результате возникло пароходство CGN. Первоначально CGN имело четыре парохода — Helvétie, Léman, Aigle и Flèche.
С 1870 годов в регионе Женевского озера началось строительство железных дорог. Железные дороги оказали двойственное влияние на CGN. С одной стороны, на многих маршрутах железные дороги формировали существенную конкуренцию, с другой стороны железные дороги способствовали росту туризма в регионе.
«Золотым веком» CGN стало начало XX века (до начала Первой мировой войны), когда туризм на Женевском озере достиг пика популярности. Именно тогда были построены пароходы, которые до сих пор используются пароходством.
Первая мировая война означала начало кризиса CGN. В годы войны по понятным причинам туризм практически сошёл на нет (хотя Швейцария не участвовала в войне, прекратился приток туристов из-за границы). В двадцатые годы положение компании несколько улучшилось, но вскоре начался экономический кризис тридцатых годов, за которым последовала Вторая мировая война.
Положение начало меняться изменилось только в пятидесятых годах, а окончательный выход компании из кризиса связан с Национальной выставкой в Лозанне, проходившей в 1964 году. В ходе подготовки к выставке и связанным с ней праздничным мероприятиям, CGN получила финансирование для реконструкции старых и строительства новых судов. В шестидесятых годах было построено два новых теплохода (Henry-Dunant и Général-Guisan), а ещё до этого старые пароходы подверглись реконструкции. При этом на четырёх судах паровую машину заменили дизель-электрической установкой (то есть фактически они перестали быть пароходами).
В конце XX века отношение к старым судам изменилось. Если до этого они сохраняли только из-за невозможности замены их новыми судами (по финансовым причинам), то к концу XX века за старыми судами признали историческую ценность. В 2001 году переоборудованный в пятидесятых годах в дизель-электроход Montreux вновь стал пароходом (на него установили новую паровую машину взамен дизель-электрической установки). В 1999 году пять старинных судов Женевского озера получили статус национальных памятников истории. Теперь эксплуатация и реставрация этих судов дотируется расположенными у озера кантонами, хотя с чисто экономической точки зрения пароходы уже невыгодны — эксплуатация каждого из них обходится в два раза дороже, чем эксплуатация современного теплохода. Однако по мнению секретаря организации Исторического наследия Женевского озера, за прошедшие годы пароходы стали настолько неотъемлемой частью озера, что отказываться от них уже нельзя.

## База
База пароходства расположены в Лозанне (район Уши). Здесь расположены мастерские, склады, инженерный центр компании. Здесь же расположен крытый сухой док длиной 78 метров и плавучий док.
На базе производится как ремонт собственного флота компании, так и работы по внешним заказам.

## Флот
По состоянию на 2007 год, флот CGN состоит из семнадцати судов: пяти колёсных пароходов начала XX века, трёх пароходов, переделанных в дизель-электроходы (внешне они практически не отличаются от «настоящих» пароходов) и восьми теплоходов. Трое самых небольших судов пароходства, Morges, Lacaux и Col-Vert, известны как vedette. В буквальном переводе это значит «дозорный», но этим словом во франкоязычных странах часто называют небольшие суда наподобие речных трамваев (вероятно, по аналогии с небольшими военными сторожевыми судами)
В скобках указывается год ввода судна в эксплуатацию, фирма-строитель судна/производитель силовой установки.

### Пароходы

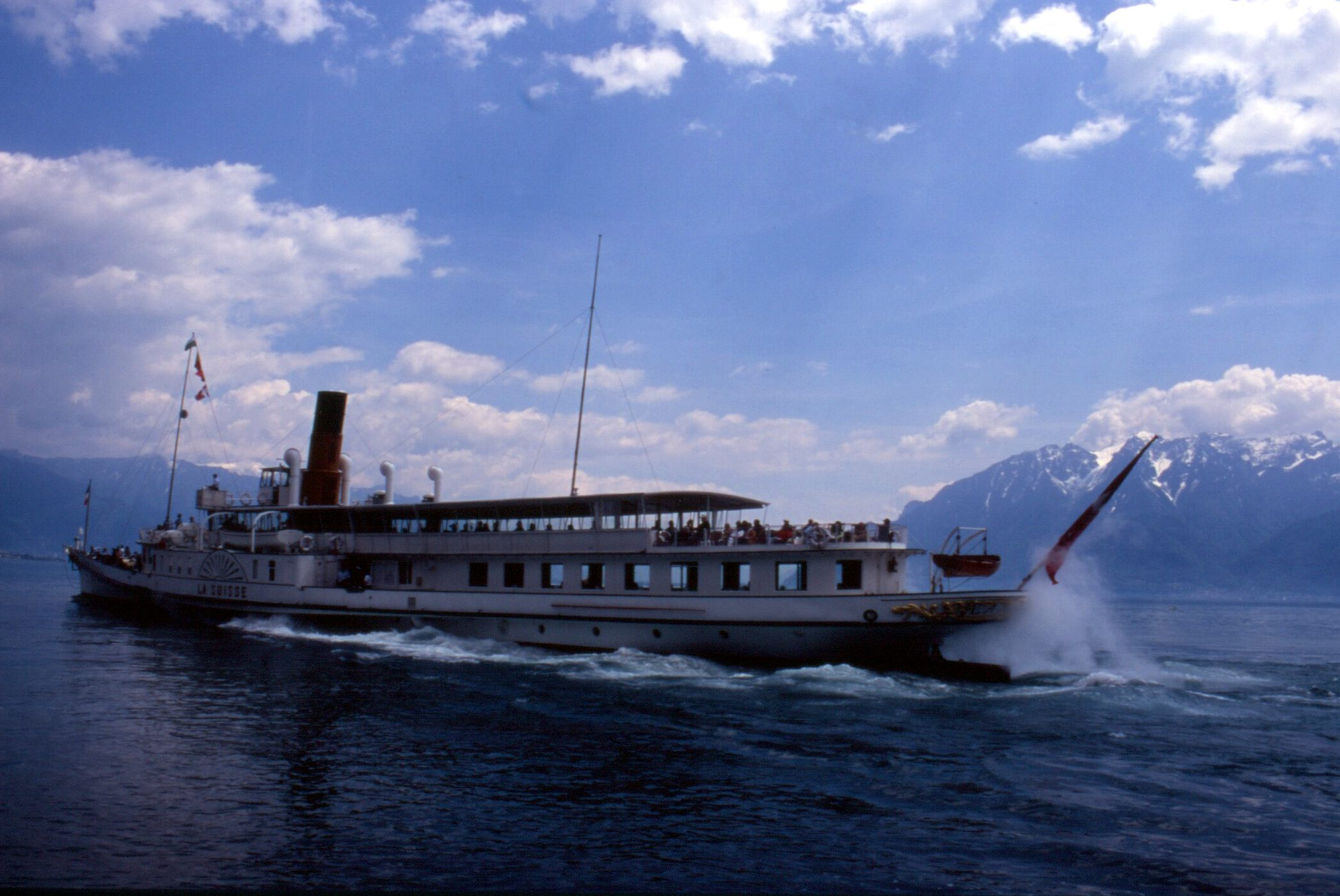
Пароход La Suisse

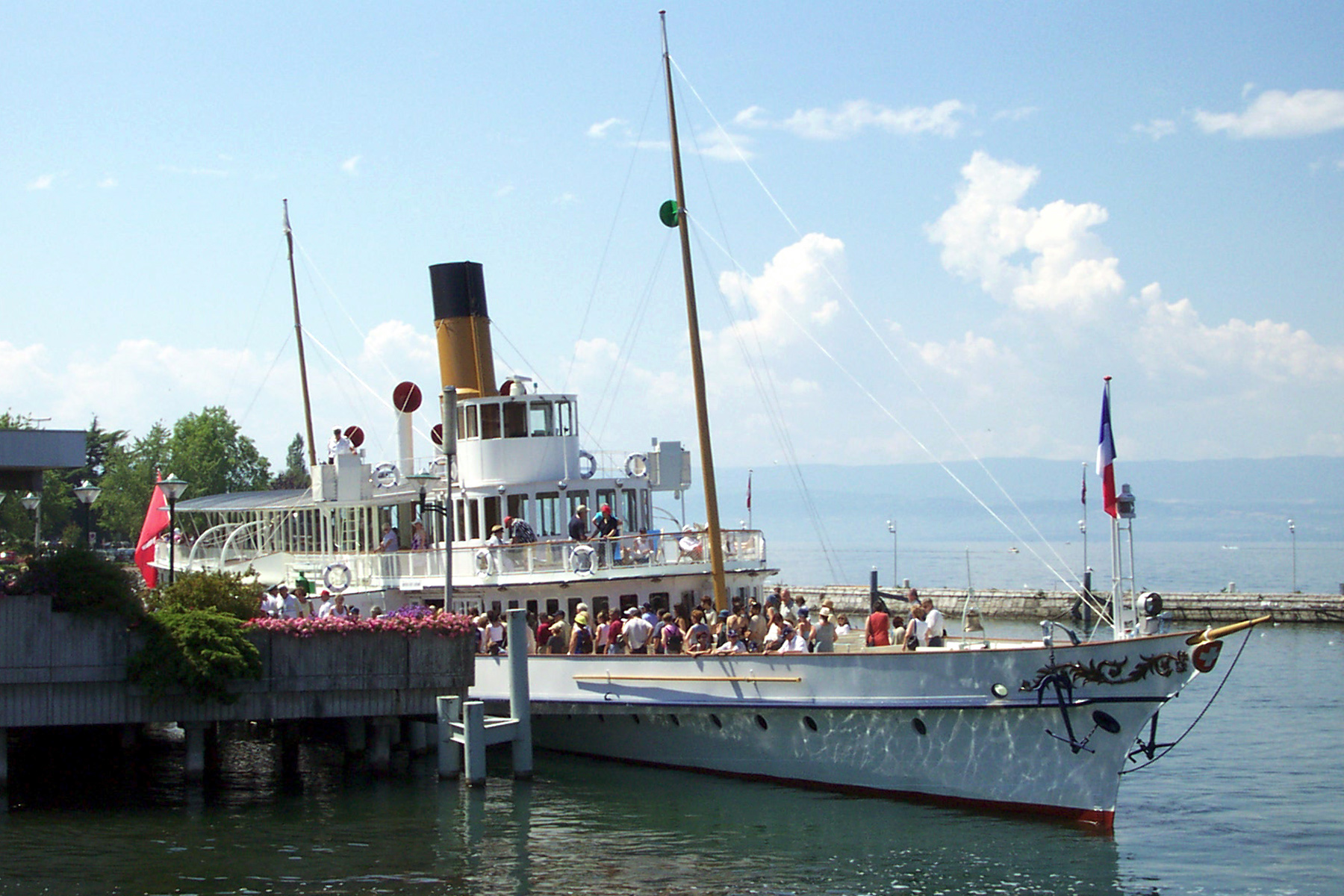
Пароход Montreux

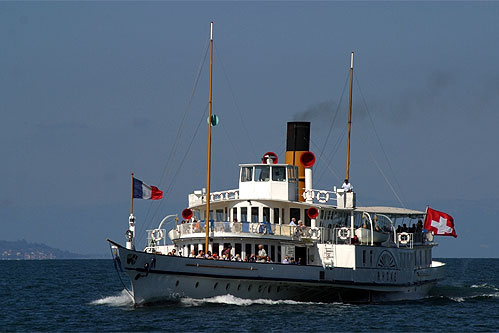
Пароход Rhône

Все пароходы были построены фирмой братьев Sulzer из Винтертура. Эта же фирма изготовила паровые машины судов.
- La Suisse (1910)
  - Длина: 78 м
  - Ширина: 15,9 м
  - Максимальная скорость: 20 км/ч
  - Силовая установка: 1030 кВт
  - Пассажировместимость: 1200 пассажиров

- Simplon (1920)
  - Длина: 78,50 м
  - Ширина: 15,90 м
  - Максимальная скорость: 20 км/ч
  - Силовая установка: 1030 кВт
  - Пассажировместимость: 1200 пассажиров

- Montreux (1904)
  - Длина: 67,80 м
  - Ширина: 14,30 м
  - Максимальная скорость: 20 км/ч
  - Силовая установка: 650 кВт
  - Пассажировместимость: 750 пассажиров

- Savoie (1914)
  - Длина: 67,80 м
  - Ширина:
  - Максимальная скорость:
  - Силовая установка: 660 кВт
  - Пассажировместимость: 800 пассажиров

- Rhône (1927)
  - Длина: 67,80 м
  - Ширина: 14,30 м
  - Максимальная скорость: 20 км/ч
  - Силовая установка: 625 кВт
  - Пассажировместимость: 825 пассажиров

### Дизель-электроходы (бывшие пароходы)

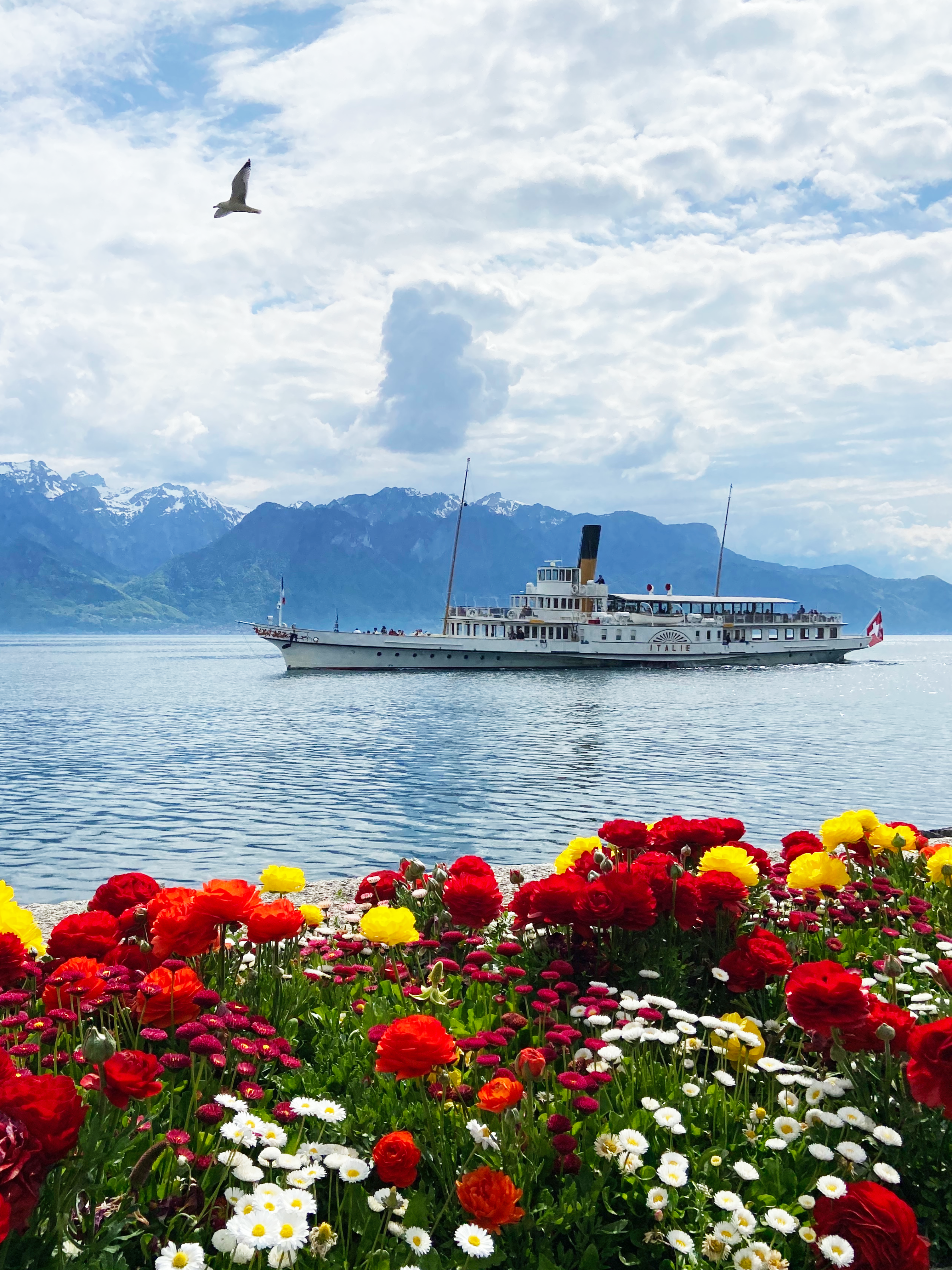
Дизель-электроход Italie

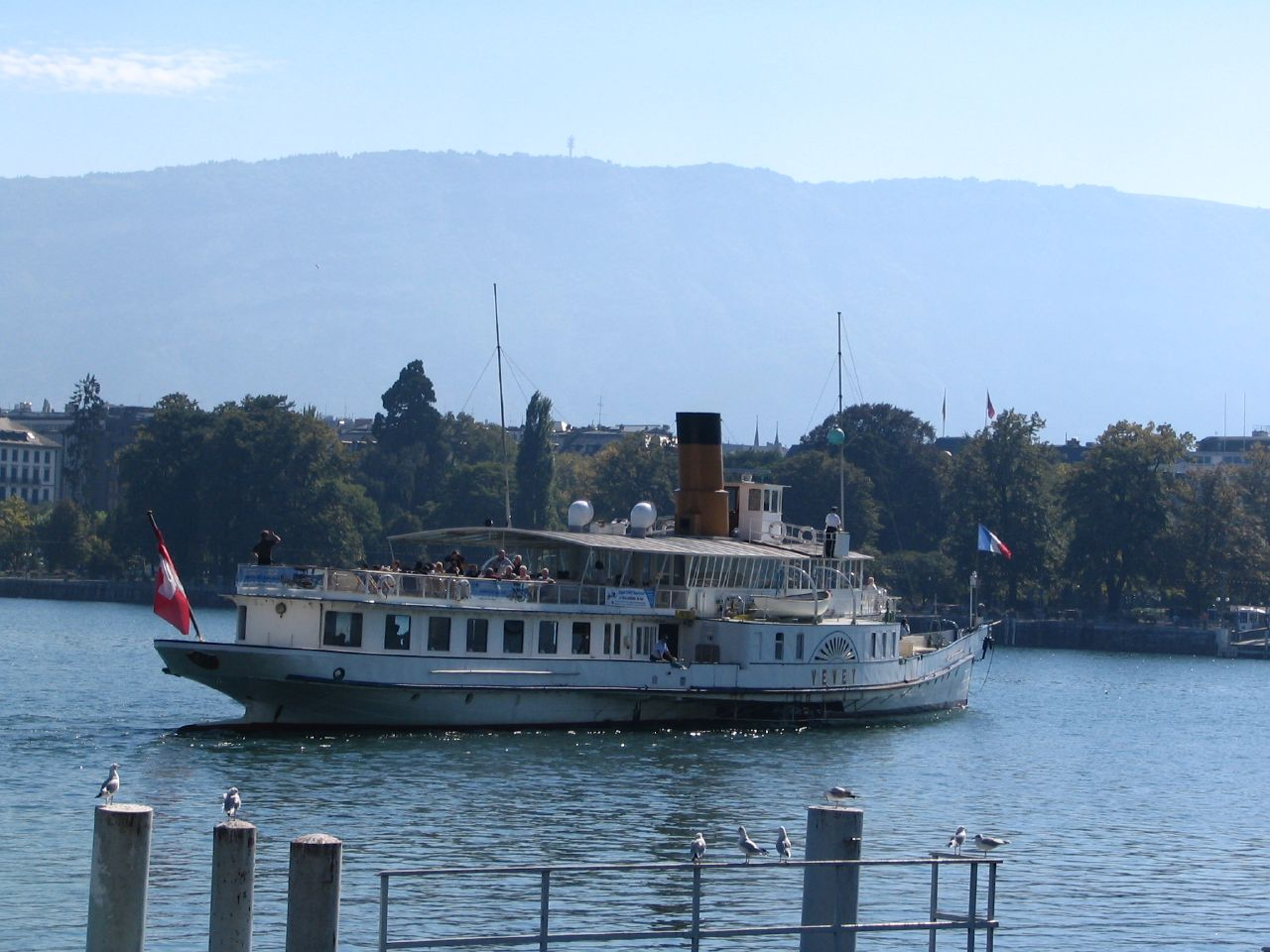
Дизель-электроход Vevey

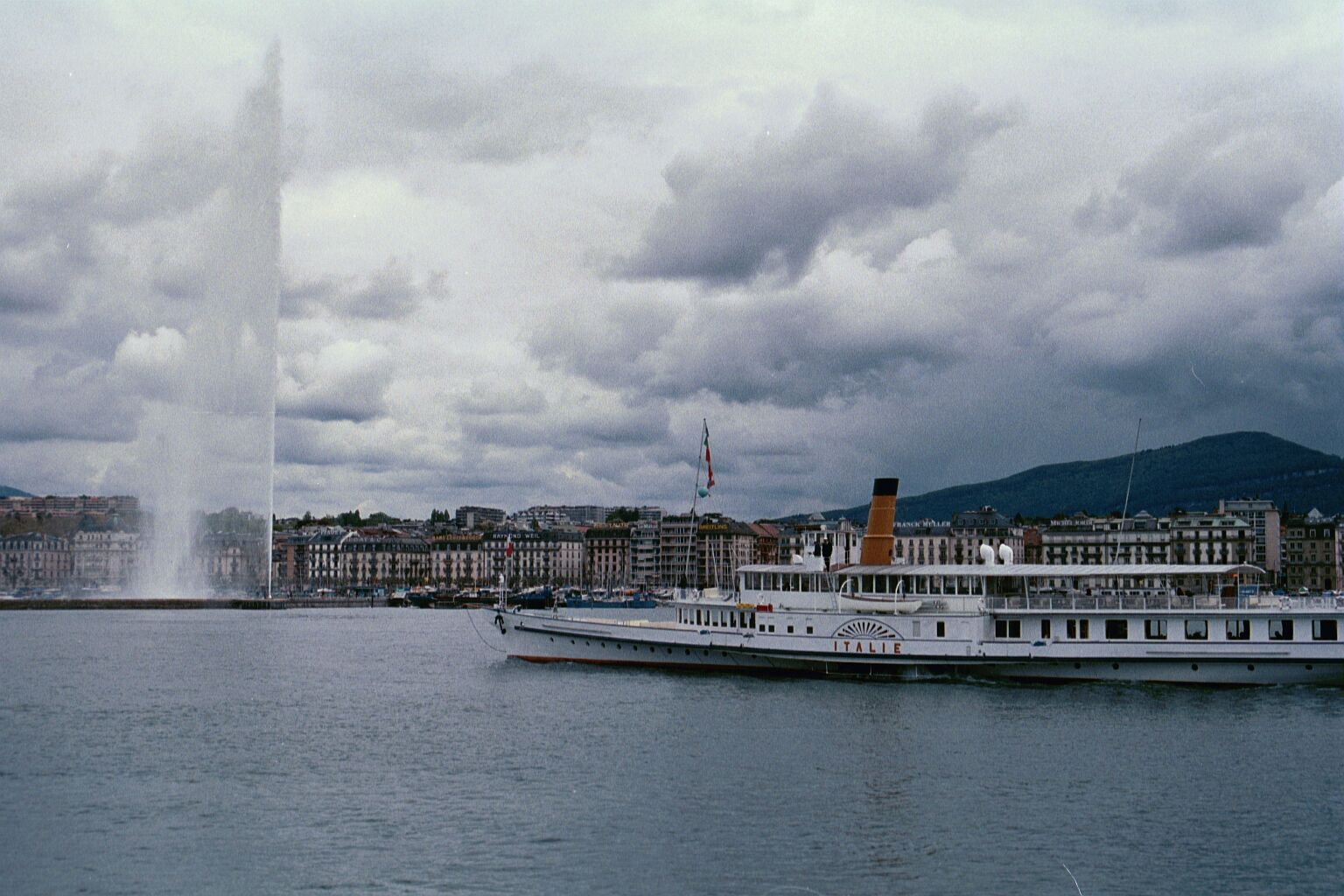
Дизель-электроход Italie

Helvétie и Italie временно выведены из эксплуатации.
- Helvétie (1926)
  - Длина: 78,50 м
  - Ширина:
  - Максимальная скорость:
  - Силовая установка:
  - Пассажировместимость: 1400 пассажиров

- Vevey (1907, переоборудован в дизель-электроход в 1955, Братья Sulzer, Винтертур/дизель Sulzer, электрическая часть BBC)
  - Длина: 65,50 м
  - Ширина: 14,00 м
  - Максимальная скорость: 20 км/ч
  - Силовая установка: 515 кВт
  - Пассажировместимость: 750 пассажиров

- Italie (1908, переоборудован в дизель-электроход в 1958, Братья Sulzer, Винтертур/дизель Sulzer, электрическая часть BBC)
  - Длина: 65,50 м
  - Ширина:
  - Максимальная скорость:
  - Силовая установка: 515 кВт
  - Пассажировместимость: 800 пассажиров

### Теплоходы
- Morges (2006, S.E.E MERRE Франция)
  - Длина: 30,80 м
  - Ширина: 7,40 м
  - Максимальная скорость: 30 км/ч
  - Силовая установка: 2 х 720 кВт
  - Пассажировместимость: 200 пассажиров

- Lavaux (2006, S.E.E MERRE Франция)
  - Длина: 30,80 м
  - Ширина: 7,40 м
  - Максимальная скорость: 30 км/ч
  - Силовая установка: 2 х 720 кВт
  - Пассажировместимость: 200 пассажиров

- Lausanne (1991, Öswag Schiffweft, Линц/Sulzer Frères, Цюрих)
  - Длина: 78,80 м
  - Ширина: 13,40 м
  - Максимальная скорость: 20 км/ч
  - Силовая установка: 2 х 870 кВт
  - Пассажировместимость: 1500 пассажиров

- Henry-Dunant (1963, Bodanwerft Gmbh, Кресброн/Saurer SA, Арбон)
  - Длина: 50,20 м
  - Ширина: 9,80 м
  - Максимальная скорость: 20 км/ч
  - Силовая установка: 2 х 365 кВт
  - Пассажировместимость: 700 пассажиров

- Général-Guisan (1964, Bodanwerft Gmbh, Кресброн/Saurer SA, Арбон)
  - Длина: 50,20 м
  - Ширина: 9,80 м
  - Максимальная скорость: 20 км/ч
  - Силовая установка: 2 х 365 кВт
  - Пассажировместимость: 700 пассажиров

- Chablais (1974, Schiffswert AG, Линц/GM SA, Биль)
  - Длина: 46,10 м
  - Ширина: 8,40 м
  - Максимальная скорость: 20 км/ч
  - Силовая установка: 2 х 325 кВт
  - Пассажировместимость: 560 пассажиров

- Ville-de-Genève (1978, Bodanwerft Gmbh, Кресброн/General Motors)
  - Длина: 47,20 м
  - Ширина: 9,40 м
  - Максимальная скорость: 20 км/ч
  - Силовая установка: 2 х 400 кВт
  - Пассажировместимость: 560 пассажиров

- Léman (1990)
  - Длина: 49,60 м
  - Ширина:
  - Максимальная скорость:
  - Силовая установка: 2 х 520 кВт
  - Пассажировместимость: 850 пассажиров

- Col-Vert (1960, Bodanwerft Gmbh, Кресброн/Saurer SA, Арбон)
  - Длина: 28,30 м
  - Ширина: 5,80
  - Максимальная скорость:
  - Силовая установка: 294 кВт
  - Пассажировместимость: 130 пассажиров

## Наследие

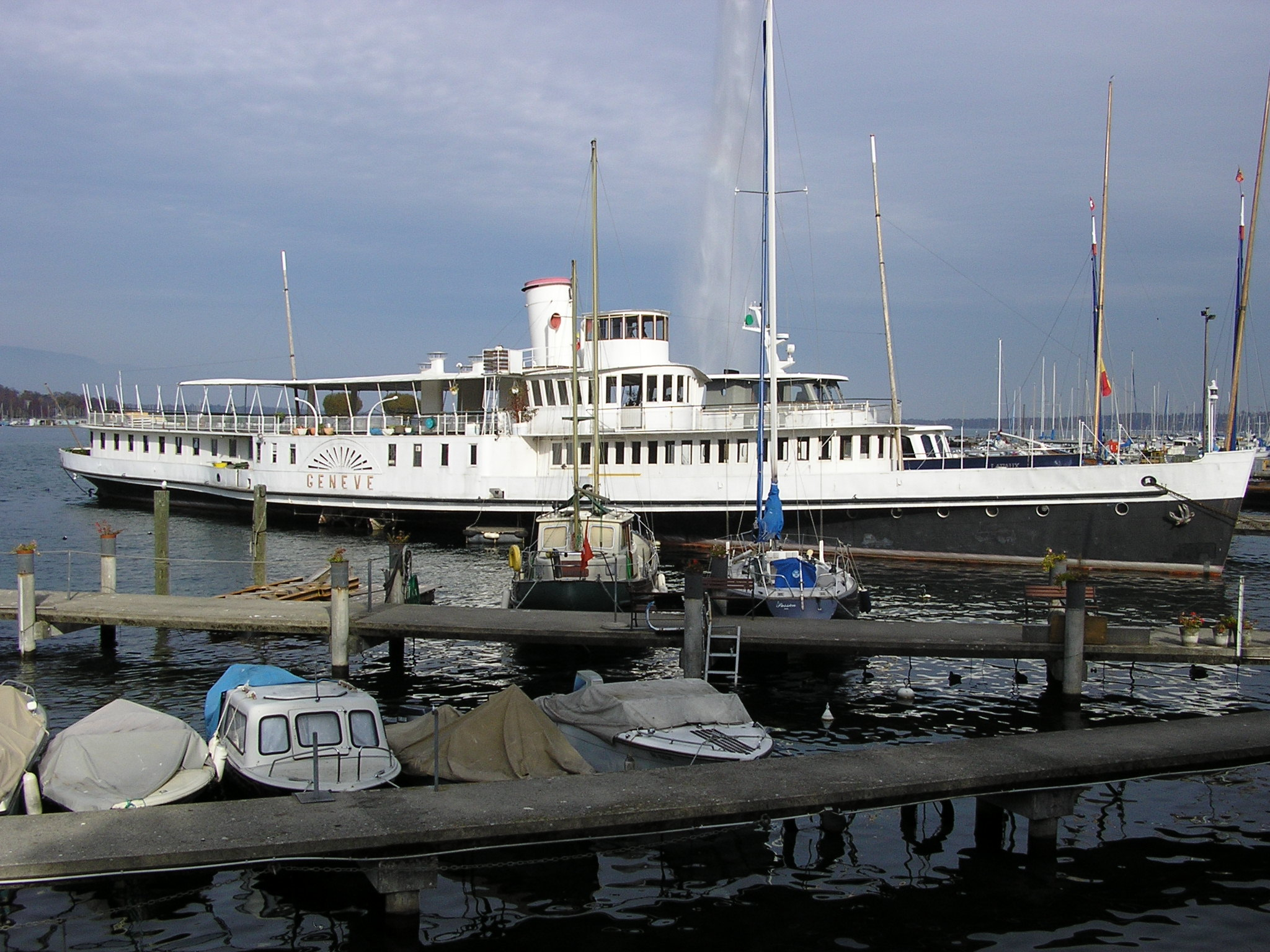
Пароход Genève (1896 год), используется социальной организацией

Самый старый сохранившийся пароход компании CGN — Genève (Женева), построенный фирмой Sulzer в 1896 году. Судно было выведено из состава флота в 1973 году. В следующем году оно было выкуплено некоммерческой ассоциаций, занимающейся социальной работой. Ассоциация Bateau Genève (корабль «Женева») ставит перед собой двойную задачу: помощь людям, оказавшимся в сложной жизненной ситуации, и сохранение парохода, как памятника истории. Пароход установлен (наплаву) в Женеве.
В Музее Женевского озера в Ньоне есть экспозиция, посвящённая пароходам CGN. Здесь можно увидеть различные детали судов, включая паровую машину. 